# Le Moutherot
Le Moutherot település Franciaországban, Doubs megyében. Lakosainak száma 132 fő (2022. január 1.). Le Moutherot Jallerange, Courchapon és Étrabonne községekkel határos.

## Népesség
A település népességének változása:
| Lakosok száma | 23   | 61   | 97   | 129  | 131  | 129  | 125  | 123  | 129  | 132  |
|               | 1968 | 1990 | 2006 | 2011 | 2015 | 2016 | 2018 | 2019 | 2021 | 2022 |